# Ligyra venus
Ligyra venus är en tvåvingeart som först beskrevs av Karsch 1888.  Ligyra venus ingår i släktet Ligyra och familjen svävflugor. Inga underarter finns listade i Catalogue of Life.